# Oberamt Starkenburg
Das Oberamt Starkenburg (zeitweise auch: Amt Starkenburg) war ein Amt zunächst von Kurmainz, zeitweise der Kurpfalz und später der Landgrafschaft Hessen-Darmstadt.

## Geografische Lage
Das Gebiet des Oberamts Starkenburg reichte vom Hessischen Ried bis in den Odenwald und erstreckte sich entlang der Bergstraße.

## Bezeichnung
Namensgebend war die Starkenburg, deren Burgherr die Herrschaftsgewalt in dem Amtsbezirk innehatte. 1267 wurde erstmals ein Burggraf auf der Starkenburg genannt. Vom Amt Starkenburg wird seit dem Zusammenlegen der Aufsicht über alle Lorscher Gefälle und der obersten Gerichtsbarkeit in der Hand des Burggrafen gesprochen.

## Geschichte

### Vorgeschichte
In dem Amtsbezirk des Oberamts Starkenburg waren Besitzungen zusammengefasst, die ursprünglich dem Reichskloster Lorsch gehörten. Die Kurpfalz hatte dort die Vogtei seit etwa 1165 inne. Der Machtzerfall des Klosters an der Wende vom Hoch- zum Spätmittelalter hatte zwei Hauptgewinner: das Erzbistum Mainz, dem das Kloster 1232 unterstellt wurde, und die Kurpfalz als Inhaber der Vogtei. Die Konkurrenz um den umfangreichen Besitz des Klosters führte im 13. Jahrhundert zu schweren Auseinandersetzungen zwischen dem Erzbistum Mainz und der Kurpfalz. Erst 1308 kam es zu einem Ausgleich zwischen den Pfalzgrafen Ludwig IV. und Rudolf I. einerseits und Erzbischof Peter von Aspelt, bei dem die Güter des Klosters Lorsch zwischen beiden Parteien aufgeteilt und die Vogteirechte der Pfalzgrafen bestätigt wurden. Die der Kurpfalz zugefallenen Gebiete wurden dem pfälzischen Oberamt Lindenfels zugeordnet. 

### Mainz und Pfalz
Das Gebiet, das aus der Teilung Mainz zufiel, konsolidierte sich nun als mainzisches Amt Starkenburg. Es war von 1461 bis 1650 an die Kurpfalz verpfändet, die dort bis 1623 Hoheitsrechte ausübte.
Im Oberamt Starkenburg galt das zuletzt formal 1755 noch einmal eingeführte Mainzer Landrecht als Partikularrecht. Das Gemeine Recht galt darüber hinaus, soweit das Mainzer Landrecht spezielle Regelungen für einen Sachverhalt nicht enthielt. Dieses Sonderrecht behielt seine Geltung auch im gesamten 19. Jahrhundert während der Zugehörigkeit des Gebietes zum Großherzogtum Hessen und wurde erst zum 1. Januar 1900 von dem einheitlich im ganzen Deutschen Reich geltenden Bürgerlichen Gesetzbuch abgelöst.

### Hessen
1803 wurde das Oberamt Starkenburg mit dem Reichsdeputationshauptschluss (und der damit verbundenen Auflösung von Kurmainz) der Landgrafschaft Hessen-Darmstadt zugesprochen. Das Oberamt Starkenburg war namengebend für das neue Fürstentum Starkenburg (ab 1816: Provinz Starkenburg) der Landgrafschaft, dem es zugeordnet war. Die Unterämter des alten Oberamts Starkenburg bestanden als hessische Amtsvogteien weiter.
Das Oberamt Starkenburg wurde 1805 aufgelöst.

## Interne Organisation

### Mittelalter
Das Oberamt Starkenburg hatte eine mittlere Ebene aus drei, zeitweise vier Untereinheiten, in denen jeweils eine Anzahl von Dörfern zusammengefasst war. Dies waren
- die Zent Heppenheim im engeren Sinn[Anm. 1]
- die Zent Bensheim und
- die Oberschaffnerei Lorsch, sowie zeitweise
- das Kellerei Hirschhorn.[3]

Die Gerichtsbarkeit übten dort Zentgerichte aus. Das Zentgericht in Heppenheim hatte eine herausgehobene Stellung, da es die Hohe Gerichtsbarkeit ausübte und als Oberhof für die anderen Zentgerichte fungierte. Im ausgehenden Mittelalter übernahmen auch andere Territorialmächte Besitz, der ursprünglich zum Amt Starkenburg gehört hatte. Dabei blieb fallweise die Gerichtsbarkeit bei den ursprünglichen Zentgerichten oder deren Oberhof blieb weiterhin das Heppenheimer Zentgericht. Infolge des Landshuter Erbfolgekriegs (1504/05) schieden die ursprünglich mit der Zehnt Heppenheim verbundenen Orte im hessischen Amt Zwingenberg aus dem Gerichtsbezirk aus.

### Verwaltungsreform 1782
1782 führte Kurmainz eine Verwaltungsreform durch, in der das Amt Heppenheim in vier Unterämter oder Amtsvogteien eingeteilt wurde und das Amt Heppenheim als Oberamt bezeichnet wurde. Die vier Amtsvogteien waren: 
- Heppenheim mit der Stadt Heppenheim und den sechs Orten der Heppenheimer Marktgemeinschaft
- Bensheim mit Bensheim und einigen Orten der Zent Heppenheim
- Lorsch
- Fürth, gebildet aus den Zenten Fürth, Abtsteinach und Mörlenbach.

Die Kellerei Hirschhorn wurde abgetrennt und als eigenständiges Amt Hirschhorn weitergeführt. Die Zente mussten ihre Befugnisse weitgehend abgeben. Zwar blieb die Zentordnung mit dem Zentschultheiß formal bestehen, dieser konnte jedoch nur noch die Anordnungen der übergeordneten Behörden ausführen. Das Oberamt Starkenburg war dem Unteren Erzstift des Kurfürstentums Mainz unterstellt. Der Burggraf der Starkenburg war weiter Oberamtmann, aber seine Befugnisse wurden stark beschnitten, indem ihm ein Oberamtsverweser und ein Oberamtsrichter zur Seite gestellt wurden. Die Oberste Gerichtsbarkeit wurde jetzt vom Oberamtsrichter und den Amtskellnern von Heppenheim und Bensheim als Beisitzern ausgeübt.

### Ende in Hessen
Nach dem Übergang zur Landgrafschaft Hessen-Darmstadt wurde mit der Ausführungsverordnung vom 9. Dezember 1803 das Gerichtswesen neu organisiert. Die Rechtsprechung der ersten Instanz wurde durch die Ämter vorgenommen. Für das Fürstentum Starkenburg wurde das „Hofgericht Darmstadt“ als Gericht der zweiten Instanz eingerichtet. Es war für bürgerliche Streitsachen zweite Instanz, für standesherrliche Familienrechtssachen und Kriminalfälle die erste Instanz. Übergeordnet war das Oberappellationsgericht Darmstadt. Damit büßten die Zentgerichte endgültig ihre Funktion ein.